# Los Yetis
Los Yetis fue un grupo pionero del movimiento roquero colombiano de la ciudad de Medellín; asociado con el nadaísmo de Gonzalo Arango. Considerada junto a The Speakers, Los Flippers y Los Ampex como una de las bandas más importantes que tuvo Colombia en los años 1960.

## Historia
Los Yetis nacen como trío vocal en 1965, fundadores son: el cantante y guitarrista Juan Nicolas Estela y los hermanos Juancho e Iván Darío López. Tan solo unas semanas de creado el grupo y con un repertorio de tan solo tres canciones, Los Yetis telonean al cantante mexicano Enrique Guzmán. Para Los Yetis fue un honor ya que este era uno de sus ídolos. Pero solo hasta febrero del 66, invitados por la compañía discográfica Discos Fuentes, Los Yetis junto a otros artistas colombianos participan en la grabación de un long play: 14 impactos juveniles!, que tuvo una fuerte promoción en los medios de comunicación. El disco fue tan exitoso que Discos Fuentes le propone a Los Yetis grabar su primer LP, simplemente llamado Los Yetis y lanzado en junio de 1966. Una curiosidad de este disco es que Los Yetis al ser un trío vocal (aún no eran una banda) solo hacen la parte vocal ya que Fuentes trae desde Bogotá a Los Ampex, que se encargan de tocar los instrumentos.
La falta de una base rítmica estable en las giras promocionales se hizo notar, por lo que se incorporan a Los Yetis el bajista norteamericano Norman Smith y el baterista Hernán Pabón, de esta manera se consolídan Los Yetis como una banda de rock. Fuentes lanza un compilado llamado: Colombia a go-go con participación de Los Yetis en uno de sus lados. Entre el 10 y el 15 de diciembre de 1966, Los Yetis debutaron en la discoteca La Bomba junto a Los Speakers.
El encuentro de Los Yetis con el nadaismo fue en 'El festival de la vanguardia' el cual fueron invitados en su tercera edición. Los Yetis conocieron al fundador del Nadaismo: Gonzalo Arango, del que transformaron a canción uno de los textos de este: Llegaron los peluqueros, incluida por primera vez en el segundo LP de Los Yetis: Vol. 2 otra canción con sentido nadaísta es: Mi primer juguete, incluida en el LP: Olvídate de 1968. La letra de la canción es de Elmo Valencia.
Juan Nicolas es reemplazado en septiembre de 1967 por el guitarrista José Ignacio Durán. La entrada de este se da justo al comienzo de la grabación del último LP de Los Yetis, producido por Discos Fuentes: Olvídate (música hippie para el cuerpo y la mente), su disco más arriesgado y maduro, el que puso fin a su carrera y el que les valió la terminación del contrato por parte de la disquera. José Ignacio aportó al grupo, uno de los temas más alabados de Los Yetis: Me siento loco, y las instrumentales: Tres grados bajo cero y Revolucionando.
Para finales de los 60's las casas disqueras dejaron de interesarse en las bandas de rock, lo que llevó a la desintegración de muchas grandes bandas colombianas como: The Speakers, Los Ampex, The Young Beats, The Time Machine y Los Yetis, que al no estar vendiendo numerosos discos como en sus inicios, Fuentes decide acabarles el contrato que terminó disolviendo el grupo.
En 1969 Norman Smith e Iván Darío López conforman el dúo de música protesta Norman y Darío. 
En 2003 la banda se reúne de nuevo hasta 2005 con la participación de Darío Marín, Pedro Pablo Arias, Víctor Hugo Acevedo, Jhon Cano, Juan Nicolás Estela y Juancho López, estos últimos, miembros fundadores del grupo. El primer concierto lo ofrecen el 17 de agosto de 2003 en el Día Internacional de la Pereza en Itagüí.
Se han editado numerosas recopilaciones de Los Yetis, una de ellas es la que sacó Munster Records España en el 2009: ¡Nadaísmo a go-go! versión CD y LP.
En el 2010 los Yetis vuelven a la actividad musical contando con dos miembros originales: Juan Nicolás Estela y Juancho López, y con la incorporación de Víctor Hugo Acevedo y Luis Fernando Garcés.

## Integrantes
- Juan Guillermo López - Voz, Pandereta (1965-1969, 2010)
- Juan Nicolás Estela - Voz, Guitarra (1965-1968, 2010)
- Iván Darío López - Voz, 2.ª Guitarra (1965-1969)
- Norman Smith - Bajo (1966-1969)
- Hernán Pabón - Batería (1966-1969)
- José Ignacio Durán - Guitarra (1967-1969)
- León Darío Marín - Bajo (2003 - 2005)
- Jhon Jairo Cano - Guitarra (2003 - 2005)
- Pedro Pablo Arias - Batería (2003 - 2005)
- Jorge Cardona "Galleta" - Teclados (2003 - 2005)
- Luis Fernando Garcés - Voz (2010)
- Víctor Hugo Acevedo - Voz, Guitarra (2003 - 2010)

## Discografía

### Álbumes propios
- Los Yetis, Discos Fuentes, 1966
- Los Yetis Vol. 2, Discos Fuentes, 1967
- Olvídate, Discos Fuentes, 1968

### Recopilaciones
- El Rock and Roll de Los Yetis, Discos Fuentes, 1992
- Historia musical de Los Yetis, Discos Fuentes, 2005
- Nadaísmo A Go Go, versión LP y CD, Munster Records, 2009
- Me siento loco, EP, Munster Records, 2009

### Colaboraciones
- Colombia a go-go, Discos Fuentes, 1966
- 14 impactos juveniles, Discos Fuentes, 1966

## Libro
- Los Yetis una bomba atómica a go go La historia de los abuelos de nuestro rock, escrito por Diego Londoño (2014)

## Videoclips
- Es Lupe
- La Bamba
- Shimmy shimmy ko ko bop